# Kooiwoning
Een kooiwoning (Mandarijn-Chinees: 籠屋) is een woning waarin uitsluitend ruimte beschikbaar is voor een bed(bank) omringd door een metalen kooi. Dit woningtype is ontstaan in Hongkong, waar in 2007 ongeveer 53.200 mensen in een kooiwoning woonden. Dit woningtype komt vooral voor in de oudere stedelijke districten van Hongkong, zoals Sham Shui Po, Mong Kok, To Kwa Wan en Tai Kok Tsui.

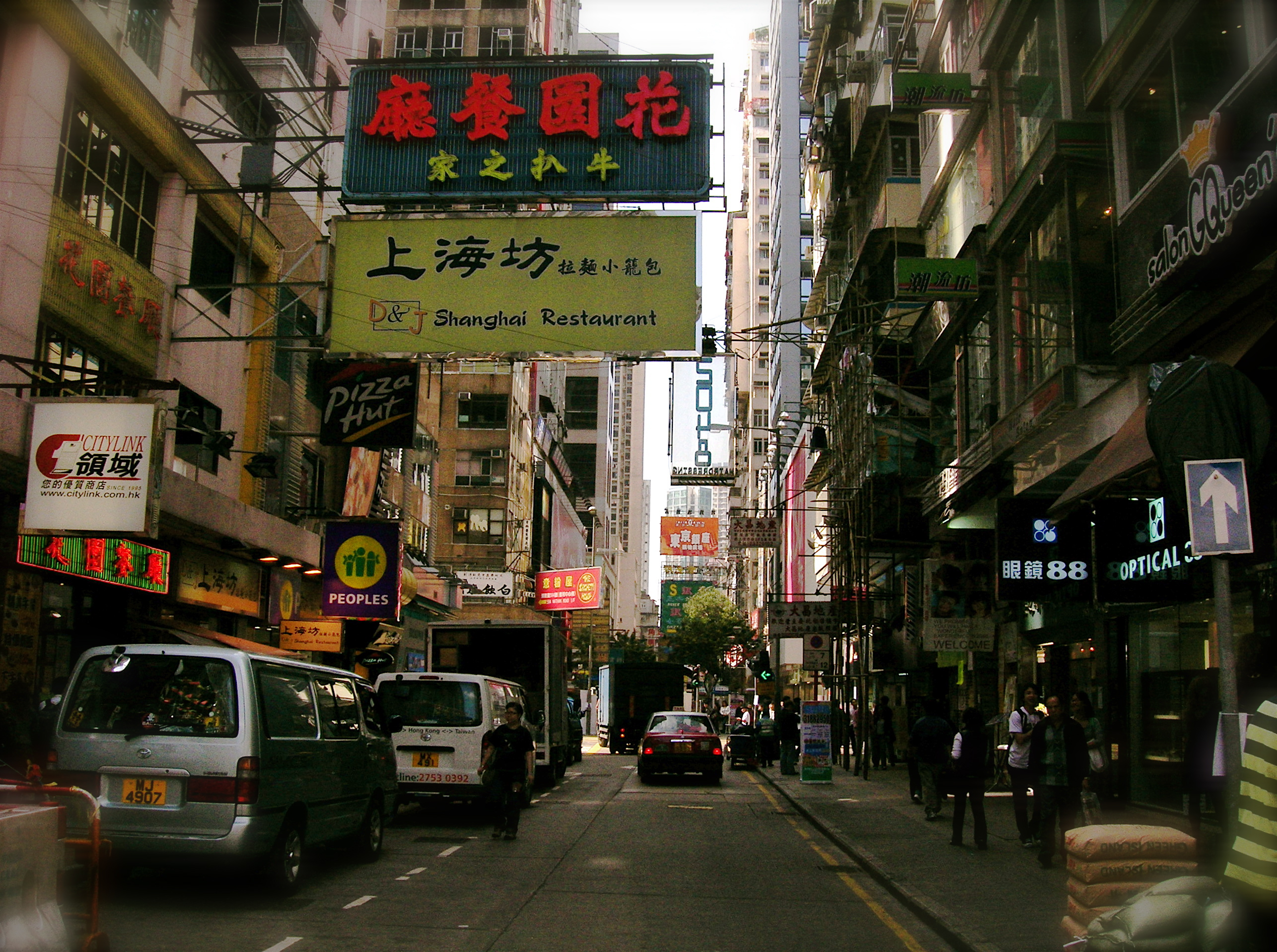
Straatbeeld in Mong Kok, een wijk waar kooiwoningen voorkomen

De bewoners van kooiwoningen hebben veelal een laag inkomen. Het betreft vaak ouderen, drugsverslaafden en enkele laaggeschoolde of ongeschoolde arbeiders. De meeste bewoners van kooiwoningen zijn man. Rapporten van de Legislative Council of Hong Kong concludeerden dat de bewoners van kooiwoningen tot het bevolkingsdeel behoren dat niet in aanmerking komt voor een uitkering of huurtoeslag.
De leefomstandigheden in kooiwoningen zijn veelal suboptimaal.

## Officiële definitie
Terwijl dit woningtype veeltijds kooiwoningen wordt genoemd, worden ze door de overheid van Hongkong gecategoriseerd als ´bedruimte-appartementen´ (bedspace apartments). Volgens de Bedspace Apartment Ordinance verwijst de term bedruimte-appartementen naar een huis dat minimaal 12 personen huisvest die individueel een bedruimte huren. Het is in Hongkong legaal om bedruimte-appartementen te exploiteren, maar de huisbaas heeft hiervoor een speciale vergunning nodig.

## Geschiedenis
Het aantal kooiwoningen nam toe in de jaren 1950 en 1960. Tijdens de Chinese Burgeroorlog migreerde een grote groep Chinezen van het vasteland naar Hongkong. Dit viel samen met een stijgend geboortecijfer als gevolg van economische welvaart. Hierdoor nam de bevolking van Hongkong toe van 2.015.300 in 1951 naar 3.129.648 in 1961.
De overheid van Hongkong begon met de bouw van verschillende sociale woningbouwprojecten om het woningtekort te bestrijden. De overheid kon echter geen oplossing bieden voor de extra vraag naar woningen veroorzaakt door Chinese gastarbeiders. Indertijd bestonden er geen wetten die goede arbeids- en woonomstandigheden garandeerden. Kooiwoningen werden populair onder arbeidsmigranten vanwege de lage huur.
De Hongkongse basiswet bepaalt dat nieuwe immigranten 7 jaar moeten wachten voordat zij de status van permanente inwoner van Hongkong verkrijgen. Daardoor zijn arme immigranten vaak aangewezen op kooiwoningen totdat zij een Hongkongees identiteitsbewijs ontvangen. Niettemin wordt 60% van de kooiwoningen tegenwoordig bewoond door mensen die afkomstig zijn uit Hongkong, vanwege de sterk gestegen woningprijzen.

## Leefomstandigheden
Kooiwoningen liggen vaak in oude gebouwen in stedelijke gebieden. In deze appartementencomplexen is de woonruimte opgedeeld in verschillende gedeelten. Elk gedeelte bestaat uit 2 of 3 stapelbedden, die zijn afgescheiden middels metalen kooien. De kooiwoning is dusdanig klein dat een volwassene nauwelijks languit kan liggen, staan of rechtop zitten.
In de kooiwoningen kan de temperatuur oplopen tot 34 graden Celsius. De bewoners delen toilet en keuken met elkaar, die veelal onhygiënisch zijn. Ook komt er geregeld ongedierte voor in kooiwoningen.
Kooiwoningen ontberen privacy doordat de kooien dicht op elkaar staan. Sommige moderne kooiwoningen hebben een visuele afscheiding tussen de gedeeltes, veelal bestaande uit een dunne houten plank of karton.